# Konfessionalism
Konfessionalism, i religiös mening (särskilt i kristen mening), är tanken att ett fullständigt samtycke måste föreligga när det gäller det religiösa livet och läran. Konfessionalister tror att olika tolkningar och förståelser av religionen inte ska förenas inom ett samfund, utan att alla ska hålla fast vid samma bekännelse (latin: confessio). Samstämmighet eftersträvas och avvikelser bekämpas. Den kyrka som nu heter Svenska kyrkan var vid reformationen konfessionell, vilket då innefattade hela samhället. Kyrkan var integrerad i staten. En tro, ett språk, en nation. I Sverige drevs denna tanke vid  Uppsala möte, som inföll under konfessionaliseringens tidsålder. 
Begreppet konfessionalism måste dock inte betyda statskyrka. Upplysningstiden betonade varje människas frihet att tänka fritt, och under artonhundratalet och framåt infördes religionsfrihet i många länder i Europa, vilket innebar att olika samfund och rörelser med klar och enhetlig bekännelse växte fram inom ett och samma land, såsom i Sverige till exempel pingströrelsen. Under andra halvan av nittonhundratalet har dock den ekumeniska rörelsen vuxit fram som en reaktion mot konfessionalismen, vilket lett till minskad betoning av enhet i läran.
Särskilt används termen konfessionell inom lutherdomen, där det efter att religionsfriheten infördes i Sverige 1951 vuxit fram kyrkor som kallar sig själva konfessionella.